# 南部信行
南部 信行（なんぶ のぶいき）は、鎌倉時代後期から南北朝時代にかけての武将。別名を六郎・祐時。薩摩守。

## 略歴
『南部系譜』が採用されている「南部史談会誌」によれば、南部義行の子にして南部義重・南部茂時・南部信長・南部仲行・南部茂行らの弟。
元応元年（1319年）、兄信長、仲行、茂行らと共に兄・茂時に従い糠部に向かう。元弘3年（1333年）高時ノ亡ルヤ茂時季弟六郎信行鎌倉ニ在リ伊達某ト北条泰家ヲ扶ケ陸奥ニ奔ル後チ諸兄ト興ニ勤皇ス」とある。
建武2年（1335年）12月北畠顕家の義良親王を奉じた尊氏討伐西上の軍に、信長,仲行,茂行ら４兄弟と共に従う【南部諸奮記ヲ参酌ス】延元3年（1338年）正月吉野に逃れた顕家に従い行宮に謁して薩摩守を任ぜられる。
正平15年（1360年）「正平15年6月5日　信行ヲ津軽田舎郡黒石郷並鼻和郡目谷郷ニ分封ス」　　としている。
岩手県二戸市浄法寺町には、源信行が天台寺に［大旦那源信行]で寄進した正平18年（1363年）銘の銅製鰐口がある。南部史談会誌によれば、この南朝年号の刻まれた鰐口は経二尺の巨大なもので、南部11代信長の弟、信行の奉納としている。